# Olympische Winterspiele 2022/Eisschnelllauf – 3000 m (Frauen)
Die 3000 m im Eisschnelllauf der Frauen bei den Olympischen Winterspielen 2022 wurden am 5. Februar in der Nationalen Eisschnelllaufhalle in Peking ausgetragen.
Für Claudia Pechstein war es die achte Teilnahme an Olympischen Winterspielen. Sie zog damit mit dem bisherigen Rekordhalter Noriaki Kasai gleich. Zugleich verlor sie den von ihr 2002 aufgestellten Rekord an die Olympiasiegerin Irene Schouten.

## Rekorde
Vor dem Wettkampf hatten folgende Rekorde Bestand:
| Weltrekord         | Martina Sáblíková | 3:52,02 min | Salt Lake City, Vereinigte Staaten | 9. März 2019     |
| Olympischer Rekord | Claudia Pechstein | 3:57,70 min | Salt Lake City, Vereinigte Staaten | 20. Februar 2002 |

Folgende neue Rekorde wurden während des Wettkampfs aufgestellt:
| Olympischer Rekord | Irene Schouten | 3:56,93 min | Peking, VR China | 5. Februar 2022 |

## Ergebnisse
| Rang | Athletin               | Land               | Zeit        | Defizit   | Anm. |
| ---- | ---------------------- | ------------------ | ----------- | --------- | ---- |
| 1    | Irene Schouten         | Niederlande        | 3:56,93 min |           | OR   |
| 2    | Francesca Lollobrigida | Italien            | 3:58,06 min | + 1,13 s  |      |
| 3    | Isabelle Weidemann     | Kanada             | 3:58,64 min | + 1,71 s  |      |
| 4    | Martina Sáblíková      | Tschechien         | 4:00,34 min | + 3,41 s  |      |
| 5    | Ragne Wiklund          | Norwegen           | 4:01,44 min | + 4,51 s  |      |
| 6    | Miho Takagi            | Japan              | 4:01,77 min | + 4,84 s  |      |
| 7    | Carlijn Achtereekte    | Niederlande        | 4:02,21 min | + 5,28 s  |      |
| 8    | Antoinette de Jong     | Niederlande        | 4:02,37 min | + 5,44 s  |      |
| 9    | Ayano Satō             | Japan              | 4:03,40 min | + 6,47 s  |      |
| 10   | Jewgenija Lalenkowa    | ROC                | 4:03,42 min | + 6,49 s  |      |
| 11   | Natalja Woronina       | ROC                | 4:03,84 min | + 6,91 s  |      |
| 12   | Valérie Maltais        | Kanada             | 4:04,27 min | + 7,34 s  |      |
| 13   | Nadeschda Morosowa     | Kasachstan         | 4:04,97 min | +8,04 s   |      |
| 14   | Ivanie Blondin         | Kanada             | 4:06,40 min | + 9,47 s  |      |
| 15   | Han Mei                | China              | 4:07,74 min | + 10,81 s |      |
| 16   | Maryna Sujewa          | Belarus            | 4:08,70 min | + 11,77 s |      |
| 17   | Ahenaer Adake          | China              | 4:12,28 min | + 15,35 s |      |
| 18   | Nikola Zdráhalová      | Tschechien         | 4:13,13 min | + 16,20 s |      |
| 19   | Mia Kilburg            | Vereinigte Staaten | 4:13,42 min | + 16,49 s |      |
| 20   | Claudia Pechstein      | Deutschland        | 4:17,16 min | + 20,23 s |      |